# Verretto
Verretto (Vrët in dialetto oltrepadano) è un comune italiano di 370 abitanti della provincia di Pavia in Lombardia. Si trova nella pianura dell'Oltrepò Pavese, alla sinistra del torrente Coppa.

## Storia
Verretto nacque nei pressi dell'importante corte carolingia di Ceresola, comprendente anche una chiesa dedicata a Sant'Ambrogio. Nel 1250 è citato in un estimo del territorio pavese il luogo Cirixola cum Verreto. Successivamente è nominato il solo Verretto.
Nel XIV secolo apparteneva a Fiorello Beccaria, i cui discendenti furono detti anche Beccaria di Verretto. Faceva parte della squadra o feudo di Montebello, di cui seguì sempre le sorti nei successivi passaggi dai Beccaria (del ramo di Montebello) agli Orozco, Machado e infine Spinola.

### Simboli
Lo stemma e il gonfalone sono stati concessi con DPR del 22 settembre 1992.
Il gonfalone è un drappo troncato di azzurro e di giallo.

## Società

### Evoluzione demografica
Abitanti censiti